# أندريه لويس لايت
أندريه لويس لايت (بالبرتغالية: André Luís Leite‏) (19 فبراير 1986 بجاوو في البرازيل - ) هو لاعب كرة قدم برازيلي في مركز الهجوم. لعب مع أتلتيكو غويانيينسي وغريميو بورتو أليغرينزي ونادي بونتي بريتا ونادي فيتوريا ونادي كروزيرو ونادي كريسيوما ونادي سي آر بي وDuque de Caxias Futebol Clube ‏ ونادي البحرية التايلندية ‏ ونادي كاشياس دو سول ونادي ميراسول وبوافيستا سبورت ‏ ونادي فيرانوبوليس ونادي أمريكا وأمريكا دي ناتال ‏ وSuphanburi F.C. ‏.

## وصلات خارجية
- أندريه لويس لايت على موقع قاعدة بيانات كرة القدم.إي يو (الإنجليزية)
- أندريه لويس لايت على موقع Soccerway.com (الإنجليزية)
- أندريه لويس لايت على موقع عالم كرة القدم.نت (الإنجليزية)